# Lasioglossum sexnotatum
De Lasioglossum sexnotatum (tên tiếng Anh: zesvlekkige groefbij) là một loài Hymenoptera trong họ Halictidae. Loài này được Kirby mô tả khoa học năm 1802.

## Hình ảnh

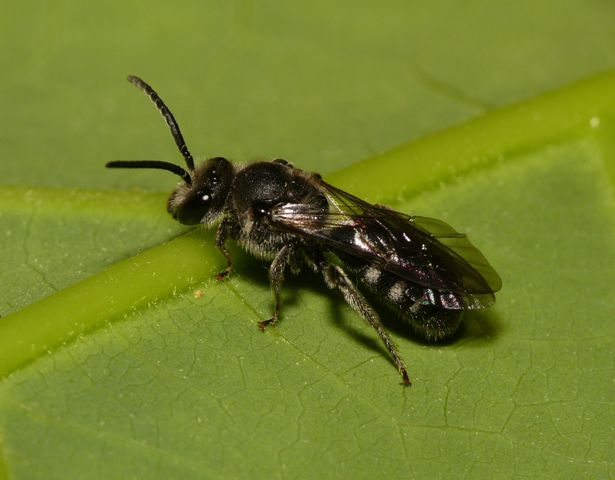
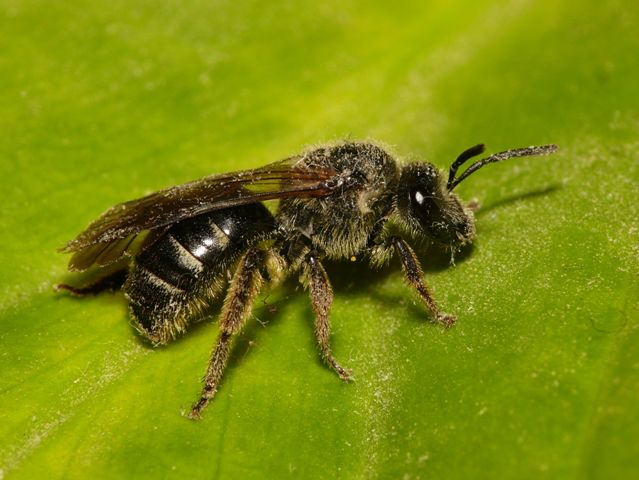